# Kuwaits herrlandslag i handboll
Kuwaits handbollslandslag representerar Kuwait i handboll på herrsidan. Laget har deltagit i flera stora internationella turneringar.